# Castro de Santa Tecla
El castro de Santa Tecla  (Santa Trega en gallego) es un castro galaico y un sitio arqueológico que se encuentra en el contorno del Monte de Santa Tecla, de 341 metros de altitud, en el extremo más sudoccidental de Galicia (España), en el municipio de La Guardia (Pontevedra) es un lugar privilegiado desde el que se domina todo el contorno de la desembocadura del Miño. Pertenece a la cultura castreña, el más emblemático y visitado de los castros gallegos. Fue declarado Monumento Histórico Artístico Nacional en el año 1931 y también tiene la consideración de Bien de Interés Cultural. En varias de las piedras del monte se encuentran petroglifos elaborados 2.000 años antes de la ocupación del castro, por lo que, según la tesis mantenida por Antonio de la Peña Santos, director de las últimas campañas de excavaciones sistemáticas en la década de los ochenta, tuvo una ocupación continuada entre los siglos I a. C., al poco de comenzar el proceso de romanización de Galicia, y el siglo I d. C., y a partir de ese momento comenzó un lento proceso de abandono, que bien pudo haber sido interrumpido con reocupaciones esporádicas temporales en época tardorromana.

## Excavaciones arqueológicas
Aunque es de suponer que las gentes de La Guardia debían tener conocimiento de la existencia de restos de antiguas edificaciones en el monte desde hace mucho tiempo, hay que subrayar que, cuando en el año 1745 el Padre Sarmiento visita La Guardia, no hace mención de ellos; sí cita el monte, la ermita y su romería.

### Primeros descubrimientos y referencias
El primer descubrimiento del que se tiene constancia fue, en el año 1862, una escultura de Hércules hecha en bronce que fue encontrada por unos canteros que trabajaban cerca de la ermita. Esta escultura fue robada del museo en la década de 1970.
En la segunda mitad del siglo XIX las ruinas comenzaron a ser valoradas en su justa medida. Se constatan las primeras referencias escritas de las ruinas en los apuntes arqueológicos de Ramón López García en el año 1864, y en el testimonio de Manuel Murguía en su obra "Historia de Galicia" en el año 1888, que deduce de las ruinas un emparentamiento con la raza celta de la familia de los galos.
Ya en el siglo XX se crea en La Guardia, en el año 1912, la Sociedad Pro-Monte de Santa Tecla que un año más tarde promovió la realización de obras de acondicionamento de los alrededores de la ermita y el trazado de una carretera de acceso a la cumbre. Las obras de esta carretera pusieron al descubierto, en el lugar conocido como Campo Redondo, muros de edificaciones y cimientos de lienzos de la muralla exterior del castro. 
Ante estos descubrimientos la sociedad solicitó una autorización oficial para iniciar excavaciones sistemáticas en el lugar, autorización que fue concedida el 26 de febrero de 1914, y en la que se nombró arqueólogo jefe a Ignacio Calvo Rodríguez, del Museo Arqueológico Nacional.
A partir de este momento el yacimiento comenzó a aparecer en los medios de comunicación. En el mismo 1914 el canónigo Domínguez Fontela, sin ningún tipo de argumentación, atribuyó los restos a la "civilización ibérico-romana" y los identificó con la histórica Abóbrica mencionada por Plinio el Viejo (teoría aún seguida en la actualidad por algunos autores).

### Primeras excavaciones (1914-1923)
Desde el año 1914 hasta el año 1923 el director de los trabajos arqueológicos fue Ignacio Calvo, que fue dando a conocer el resultado de los trabajos en varios artículos. La Sociedad Pro-Monte también participa en los trabajos de la zona conocida como la Fonte Nova. Calvo atribuyó al poblado una ocupación desde los inicios de la Edad del Bronce hasta la época romana. Fue el primer autor en denominarlo "citania" (siguiendo el ejemplo de la arqueología portuguesa) y en hablar de la posibilidad de identificarlo con el mítico Monte Medulio, donde los escritores clásicos situaron la también mítica última y heroica resistencia de los galaicos.

### La campañas de Mergelina (1928-1933)
Entre los años 1928 y 1933, el catedrático de la Universidad de Valladolid, Cayetano de Mergelina y Luna dirigió, utilizando los más avanzados métodos de la época, una serie de campañas arqueológicas centradas, principalmente, en la ladera oriental poniendo al descubierto gran cantidad de viviendas y otros edificios.
En el año 1945 publicó el resultado de sus trabajos en un estudio titulado "La citania de Santa Tecla. La Guardia (Pontevedra)". Siguiendo las mayoritarias "teorías invasionistas" del momento dató el poblado con una ocupación desde el siglo VI a. C. hasta el siglo III d. C., con una nueva ocupación en el siglo V, y le atribuyó a sus habitantes una naturaleza post-hallstáttica de origen celta.

### Período de abandono (1933-1979)
Pese a haber sido declarado Monumento Histórico Artístico Nacional en el año 1931, el yacimiento sufrió en estos años la ampliación del trazado de la carretera de subida y una agresiva reforestación del monte que deterioró gravemente el yacimiento.
Desde el año 1933, fecha de la última campaña de Mergelina, los restos puestos al descubierto sufrieron las consecuencias de su abandono llenándose de vegetación. Este período de abandono duró hasta el año 1979.
Durante estos años hubo pocas y breves intervenciones, como la de Manuel Fernández Rodríguez en los alrededores del edificio conocido como Casa Forestal o las reconstrucciones hechas en los años 1965 y 1972 en dos viviendas a ambos lados de la carretera, reconstrucciones que desde el punto de vista científico presentan serios problemas de fidelidad pero que se convirtieron en poco tiempo en un ícono de la cultura castreña.
Esta etapa de abandono finalizó en el año 1979, cuando Alfredo García Alén dirigió trabajos de limpieza y consolidación de las estructuras más próximas a la carretera, promovidos por el Ministerio de Cultura.

### Campañas de 1983 a 1988

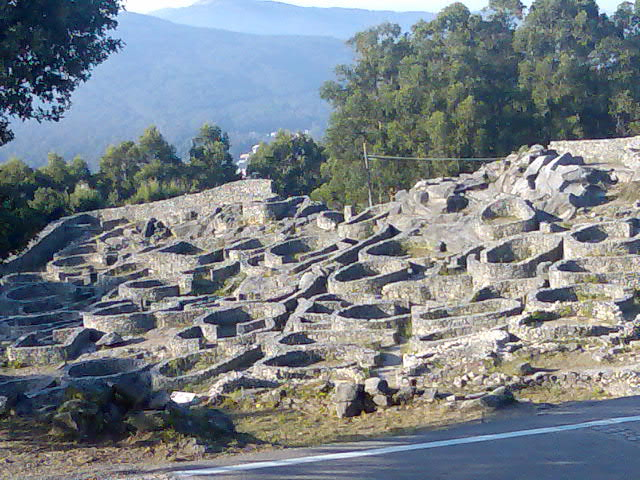
El yacimiento desde la carretera

En el año 1983, con la colaboración económica de la Junta de Galicia y el Ayuntamiento de La Guardia, el arqueólogo Antonio de la Peña Santos dirigió un equipo del Museo de Pontevedra iniciando un nuevo período de excavaciones sistemáticas. Esta etapa se centró en la esquina septentrional del poblado.
Las estructuras descubiertas en estas campañas y en las anteriores fueron consolidadas en estos mismos años por un equipo dirigido por Montserrat García Lastra Merino.
Desde el año 1988 no se realizaron más trabajos arqueológicos.

### En la actualidad
Ya en el año 1996 la Consejería de Cultura y Deporte anunció en la prensa que emprenderían acciones para el aprovechamiento sociocultural de este yacimiento. En julio de 2006 la Consejería anunció un plan director para el yacimiento de Santa Tecla, que incluía la protección de todo el monte, nuevos trabajos arqueológicos, etc.
La visita al monte no es gratuita. Por otro lado el yacimiento carece de vigilancia y la cantidad de visitantes sin guía hace que las estructuras sufran importantes deterioros.
Cada año, en agosto, tiene lugar la conocida como Fiesta del Monte, declarada de interés turístico.

## Los pobladores del castro
Siguiendo a los autores clásicos como Plinio el Viejo, Pomponio Mela, Appiano, Ptolomeo... el extremo sudoccidental de la actual Galicia estaría poblado por la comunidad de los grovii o grovios, cuya ciudad más importante sería el Castellum Tyde o Tude, la actual Tuy. Siguiendo la teoría de Antonio de la Peña Santos:

Los castros galaicos no fueron, pues, habitados por celtas en el estricto sentido sino por galaicos sólo muy remotamente emparentados con lo que se lleva entendiendo como culturas célticas continentales, con las que tal vez compartiesen un fondo lingüístico común dentro del grupo indoeuropeo.

Interpretando los hallazgos arqueológicos se trataría de un pueblo cuya estructura igualitaria (construcciones de tamaños semejantes), con carácter pacífico poco belicoso (sistemas defensivos más simbólicos que efectivos) y cuya economía agraria (proximidad a las tierras fértiles, aproximadamente a 1 o 2 km de distancia) pero con una cierta capacidad adquisitiva y comercial (abundantes productos foráneos).
Con el tiempo y producto de las reformas de los emperadores de la dinastía Flavia y la progresiva implantación del sistema romano de explotación, los habitantes del poblado comenzaron un lento abandono para asentarse en las nuevas villae y vici, situadas en los valles y más próximas a las tierras de mayor valor productivo.

### Economía de la comunidad
La importancia de los cereales en la economía de la comunidad queda patente en los numerosos molinos manuales de piedra encontrados diseminados por toda la zona excavada, la mayoría de los molinos circulares tardíos, que algunos autores relacionan con la influencia romana.
Otros instrumentos encontrados como hachas, aixolas, podones y hoces de bronce y hierro hablan de la labor agrícola. 
Destacan las grandes cantidades de cantos de talla monofacial, nódulos discoidales muy regulares encontrados sobre los pavimentos interiores de las estructuras. El primitivo diseño (similar a los choppers, utensilios líticos muy rudimentarios y antiguos, del Paleolítico Inferior) y su posible utilidad causa extrañeza entre los estudiosos.
La recogida de frutos silvestres sería otra fuente de recursos testimoniada principalmente en los restos de bellotas carbonizadas que se encontraron.
Para el estudio de restos orgánicos son fundamentales los concheros, de los que constataron varios en el yacimiento. En ellos se atestigua, además de la actividad de explotación de recursos marinos, la explotación ganadera de las especies de ovicápridos (Ovis aries y Capra hircus), bóvidos (Bos taurus) y gallináceas (Gallus gallus). Resalta la ausencia de cerdo doméstico.
En relación con la pesca se encontraron tres anzuelos de bronce y dos de hierro, y restos óseos de ejemplares de las familias Sparidae, Gadidae, Labridade y Morenidae, especies seguramente capturadas desde el mismo litoral. De los restos procedentes del marisqueo más de la mitad pertenecen a la lapa común (Patella vulgata), seguida en cantidad por el mejillón (Mytilus galloprovincialis), el bígaro común (Littorina littorea) y la peonza dentada (Monodonta lineata). Cabe destacar la ausencia de especies propias de zonas de arenal.
Entre las actividades artesanales testimoniadas la más extendida es la textil, testimoniada en la gran cantidad encontrada de pesas de telar, fusaiolas y en las agujas de bronce con ojo ovalado (todas rectas excepto una). Por el contrario son escasos los hallazgos relativos a la actividad metalúrgica, son algunos trozos de crisol y algún molde de piedra.
La actividad comercial debió de ser de gran importancia, tanta que su propia situación vendría determinada por su valor logístico para la navegación comercial marítima de cabotaje así como a fluvial (remontando el curso bajo del Miño). Con la llegada de los romanos la comunidad se incorporara al complejo sistema comercial marítimo y terrestre del Imperio.
El hallazgo de gran cantidad de restos cerámicos de ánforas confirman este comercio. La mayor parte de estos corresponden a modelos usados para el transporte de vino, otros modelos sería para el aceite (principalmente para servir de combustible de las lucernas) y otras mercaderías.
Las piezas cerámicas encontradas, de vidrio y otros materiales, refuerzan la importancia de este comercio con el mundo romano (cerámicas campaniformes, de terra sigillata). Por último, el casi centenar de monedas encontradas, principalmente de los gobiernos de Augusto y Tiberio, un grupo de época republicana y otro conjunto de ejemplares acuñados en las cecas del valle del Ebro, nos acercan un nuevo dato sobre el proceso de incorporación al nuevo sistema comercial que estaba a vivir esta comunidad.

## Descripción

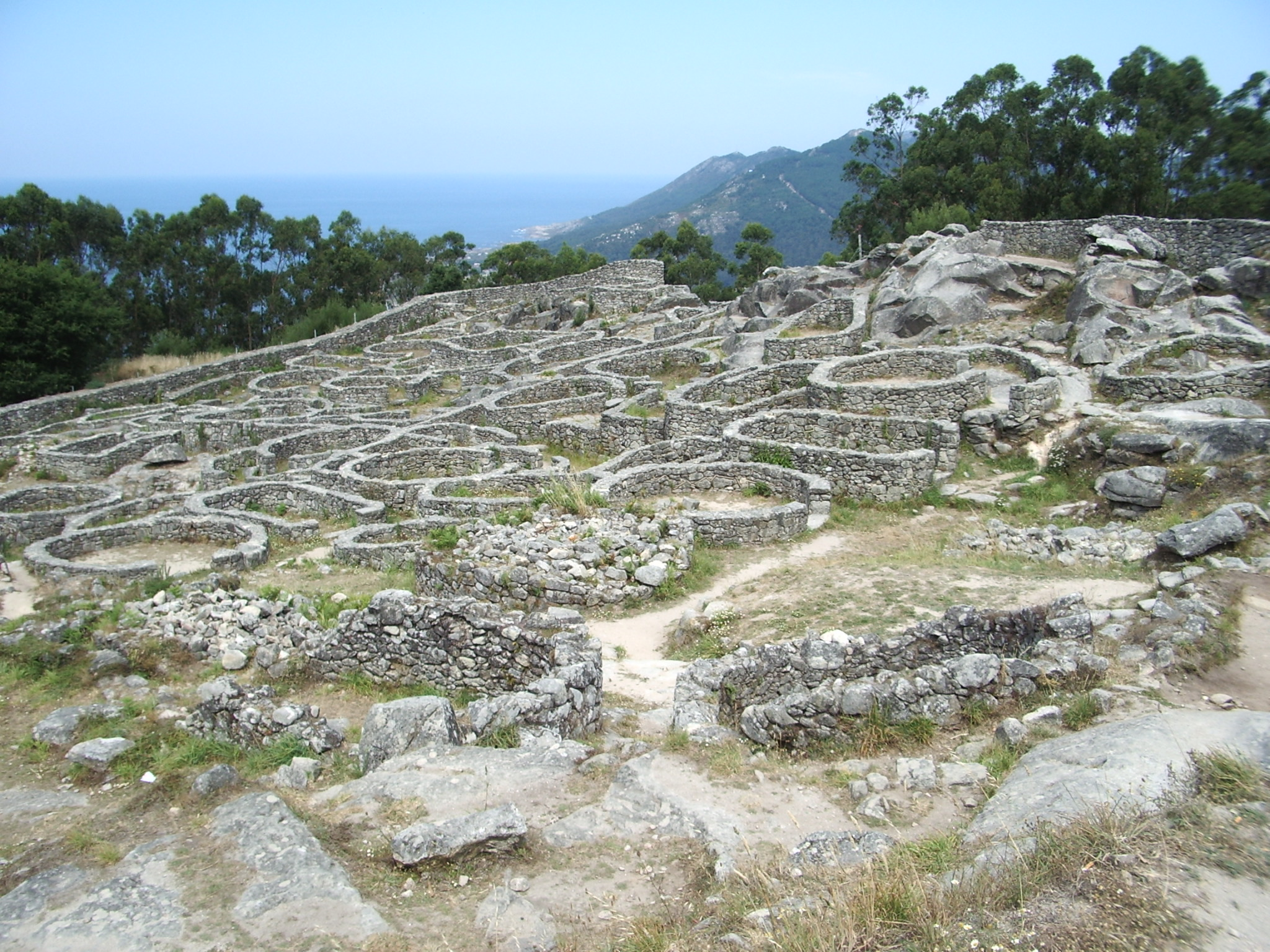
Vista del barrio septentrional

Se trata de un poblado castreño-romano cuya ocupación se sitúa dentro de la cultura castreña. Siguiendo las últimas excavaciones hechas se data su ocupación entre el siglo I a. C. y el siglo I d. C., en un período en el que el proceso de romanización del noroeste peninsular ya había comenzado. Su abandono coincidiría con las reformas administrativas llevadas a cabo por los emperadores de la dinastía Flavia.
A pesar de esto el sistema constructivo refleja unas técnicas constructivas muy respetuosas con la tradición castreña (predominio casi absoluto de construcciones circulares frente a las rectangulares) y poco influenciado por la presencia romana (siempre urbanísticamente hablando), si bien estudios más pormenorizados podrán acercarnos más datos sobre esta mayor o menor influencia romana.
De la totalidad de lo excavado, un porcentaje muy bajo del tamaño estimado del asentamiento en la actualidad solo es visitable la zona septentrional excavada en los años 80 y algunas construcciones de la zona más alta del monte. La zona o barrio oriental excavado por Mergelina y el excavado por otros equipos se encuentran cubiertos por los matorrales y árboles y casi no es perceptible. Este estado de abandono hace imposible su estudio. Esto, unido a la inexistencia de una planimetría del yacimiento, hace que sea muy complicado el estudio en conjunto del poblado.

### Dimensiones
Está delimitado por una sencilla muralla que acoge una extensión de terreno con unos ejes máximos de 700 metros (norte-sur) y 300 metros (este-oeste). Si bien estas dimensiones no están debidamente confirmadas y la visión actual que se tiene del yacimiento está supeditada a las sistemáticas empleadas en su estudio arqueológico, el bajo porcentaje de terreno excavado y a los destrozos que tuvieron lugar desde su descubrimiento (carretera, construcciones en la cumbre, reforestación, etc.).
En el caso de que posteriores estudios confirmen estas dimensiones estaríamos en presencia de uno de los mayores castros de los encontrados hasta ahora tanto en tierras gallegas como del norte de Portugal.

### La muralla
En el diseño de la muralla parece primar una función de delimitación del terreno respecto a su entorno, frente a las funciones defensiva o disuasoria.
La muralla fue realizada en cantería trabada con barro, no sobrepasando los 160 cm de grosor máximo, carece de cimentación y de momento no se han encontrado accesos interiores a ellas, como escaleras o rampas.
Se abre la puerta Norte en su extremo nordeste con un cuerpo de guardia a la derecha. Cara al extremo meridional, no visible hoy por culpa de la vegetación, se abre otra puerta con un sistema de acceso en ángulo recto.
El sistema de comunicaciones en el interior de la zona septentrional se basa en un camino de ronda pegado a la muralla que rodea las construcciones.

### Las cabañas

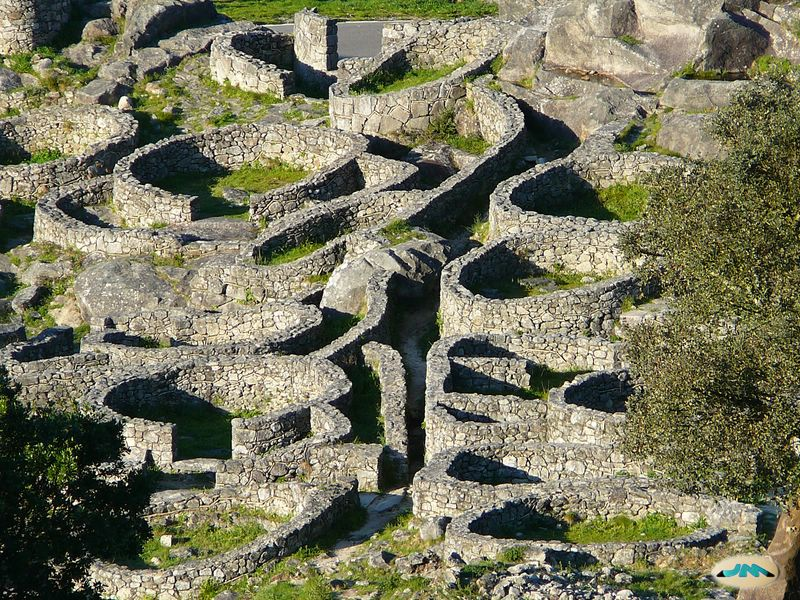
Construcciones circulares

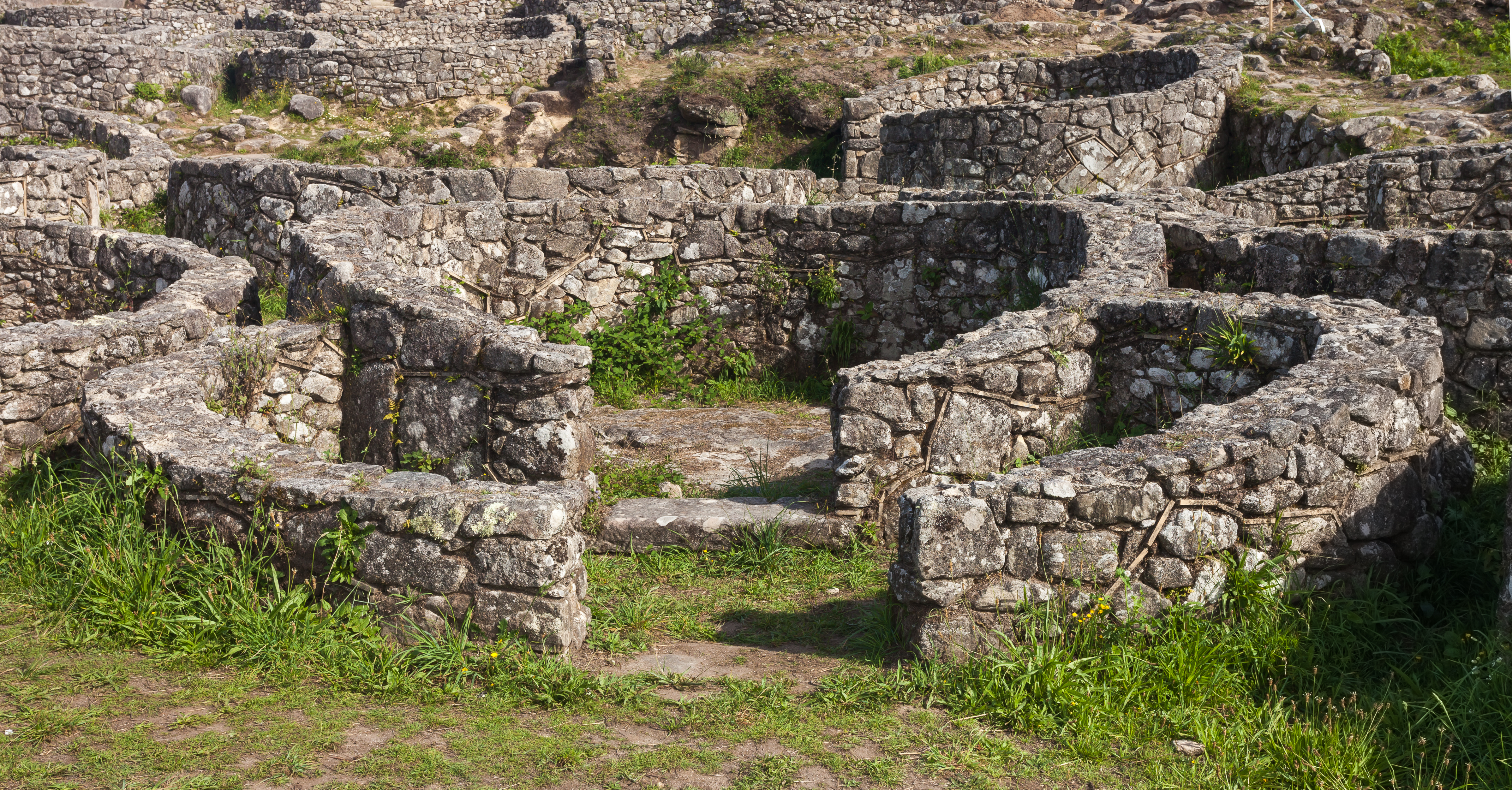
Cabaña

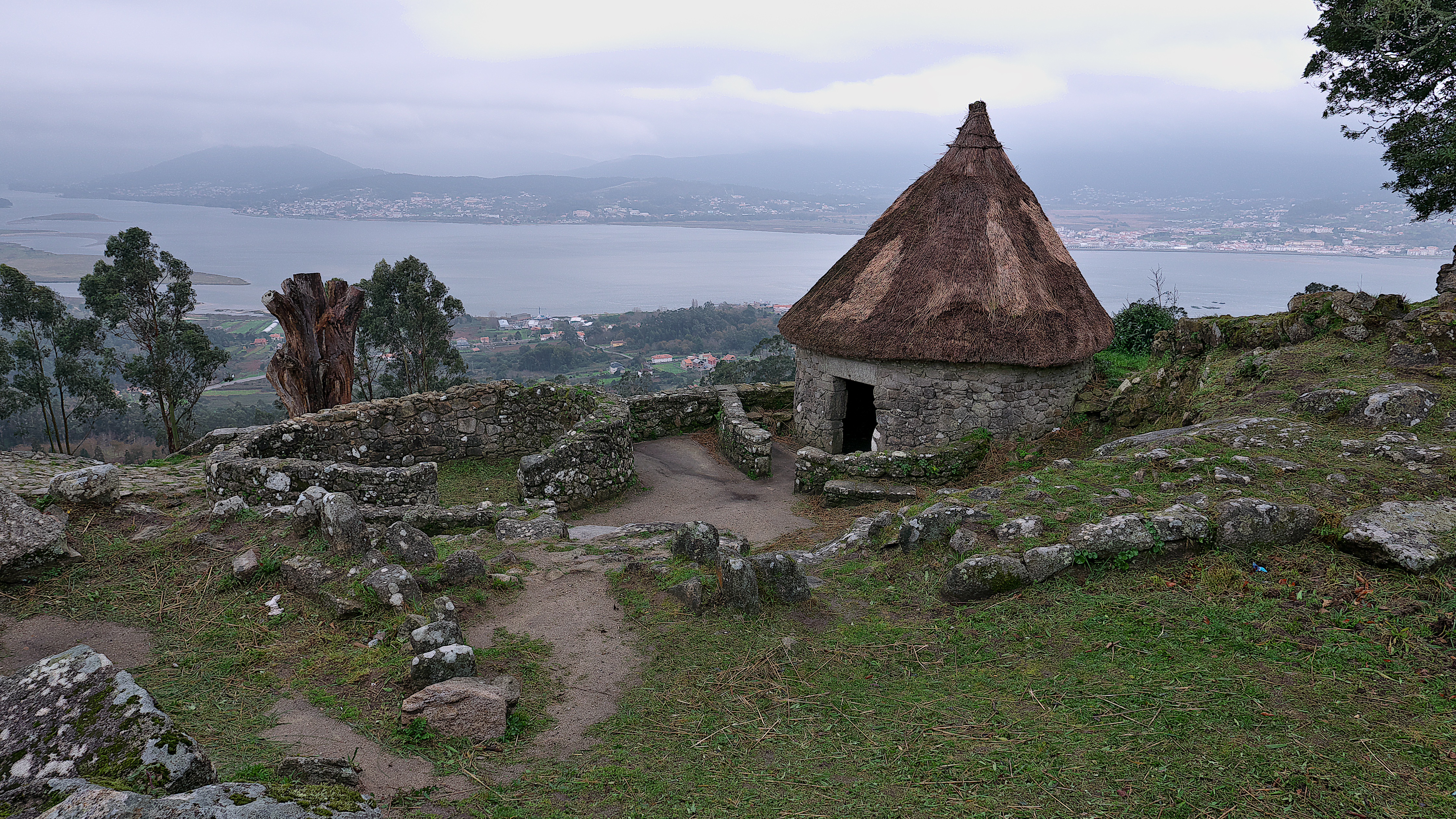
Cabaña

Casi todas ellas tienen plantas circulares u ovaladas y son exentas, no compartiendo paredes medianeras salvo contadas excepciones. También son excepción las pocas cabañas con planta rectangular y estas presentan, en su mayoría, esquinas en arco.
El grosor de sus paredes suele ser bastante uniforme, sobre 40 cm de media, y con un mejor acabado cara al exterior. La gran mayoría son de pequeñas dimensiones.
Se asientan directamente sobre la roca madre y sus muros estarían recubiertos con un mortero de cal y arena. Restos de pigmentación encontrados indicarían que los recebados estarían tintados con distintos colores.
Muchas de las cabañas presentan un vestíbulo de acceso que muchos autores entienden que se trata de un influjo mediterráneo adaptado a las características de las construcciones indígenas.
En el interior, algunas presentan bancos adosados y el pavimento en algunos casos es de tierra pisada y en otros de losa. En muchos de los umbrales de entrada se pueden ver los goznes, agujeros en los que se ajustarían las puertas.
En este castro se han encontrado una gran cantidad de jambas y dinteles monolíticos decorados con formas geométricas, sogueados, entrelazados. También se encontraron, empotrados en los muros, bloques monolíticos cilíndricos de no muy grandes dimensiones y con una de sus caras decoradas con formas geométricas como espirales, trisqueles, rosáceas o molinetes. Otros elementos, como peanas o los llamados amarraderos, presentan decoraciones similares y también representaciones de animales.
Este tipo de decoración, según Antonio de la Peña Santos: 

pone de relieve la existencia de una plástica propia y peculiar del mundo castreño, producto de la asimilación y reelaboración de temas ornamentales de filiación mediterránea.

En relación con el sistema de techado la teoría tradicional que defiende una cobertura con tejado cónico sustentado por un poste central no se encuentra refrendado por los hallazgos arqueológicos, ya que no se ha encontrado el agujero para fijar el poste central y en ese lugar central se acostumbran a encontrarse lareiras para la combustión. Por esta falta de referencia de los testimonios arqueológicos cabe pensar en un sistema de cubrición que descarga sobre los muros directamente. De la misma manera no existen pruebas que hagan rechazar la posibilidad de una cubrición en forma cónica, plana o a dos aguas. Por otro lado si se tiene constatado el uso de materiales vegetales para su cubrición, reforzados por cuerdas tensadas por lajas perforadas (pesas) que colgarían del límite.
Como es lógico no todas las cabañas tendrían un uso habitacional, las viviendas serían aquellas de mayores dimensiones y con aparejo de mayor calidad (algunas con esos dinteles y elementos decorados ya mencionados), con vestíbulo y que presentan cuidados pavimentos de sablón y con lareiras en el centro de la estancia. En el vestíbulo se encontraría un horno simple.
Otro grupo de construcciones, que se podrían denominar genéricamente almacenes, semejantes en número tendrían usos distintos a los de habitación por lo que presentan una tipología menos elaborada y una construcción menos cuidada que las habitacionales y con umbral más peraltado. En el interior de estas construcciones se encontraron restos de ánforas, algún molino, cantos para tallar, etc.
Estas construcciones se adaptan al terreno con ayuda de pequeños muretes en terrazas que delimitan el espacio. La distribución urbanística se caracteriza por la presencia de grupos de construcciones formando conjuntos perfectamente individualizados. Se trata de las conocidas como Unidades familiares (otros autores hablan de Casas patio) conformadas por las correspondientes viviendas y almacenes estructuradas en torno a un pequeño patio común, muchas veces enlosado.
El urbanismo del yacimiento incluye una compleja red de canales de evacuación de las aguas pluviales situadas bajo los pavimentos y llanos, y en ocasiones en la superficie, esculpidas sobre la roca base y cubiertas con losas. En ocasiones estas aguas se canalizan cara a aljibes excavados en la roca y revestidos con una argamasa impermeabilizadora.
Esta ordenación interna del espacio aparece condicionada por la muralla, posible primer elemento en ser levantado, lo que hace pensar a De La Peña Santos en la existencia de una planificación minuciosa previa a la edificación de las cabañas.

### Los petroglifos
En la misma zona donde se levantó el poblado se ha comprobado la presencia humana aproximadamente 2.000 años antes. Testimonios de esta presencia son los grabados rupestres que dejaron en varias localizaciones del posterior castro. Muchos de estos petroglifos fueron cubiertos por las estructuras levantadas en el momento de la construcción del castro.
Entre las distintas representaciones que todavía hoy son visibles, representaciones geométricas, destaca la conocida como Laja Sagrada o Laja del Mapa que, situada en la parte alta del monte, está compuesta por varias espirales, círculos concéntricos y trazos lineales más o menos paralelos. Sus descubridores interpretaron que se trataba de un mapa de la desembocadura del Miño, hipótesis que carece de fundamento científico. Cercana a ésta, entre dos muros que la tapan parcialmente, se encuentra otra roca con grabados similares.
Lo que es evidente es que estos grabados no tienen ninguna relación con el castro ya que son producto de una sociedad que se desarrolló 2.000 años antes, en la etapa final del neolítico gallego.

### Hallazgos materiales

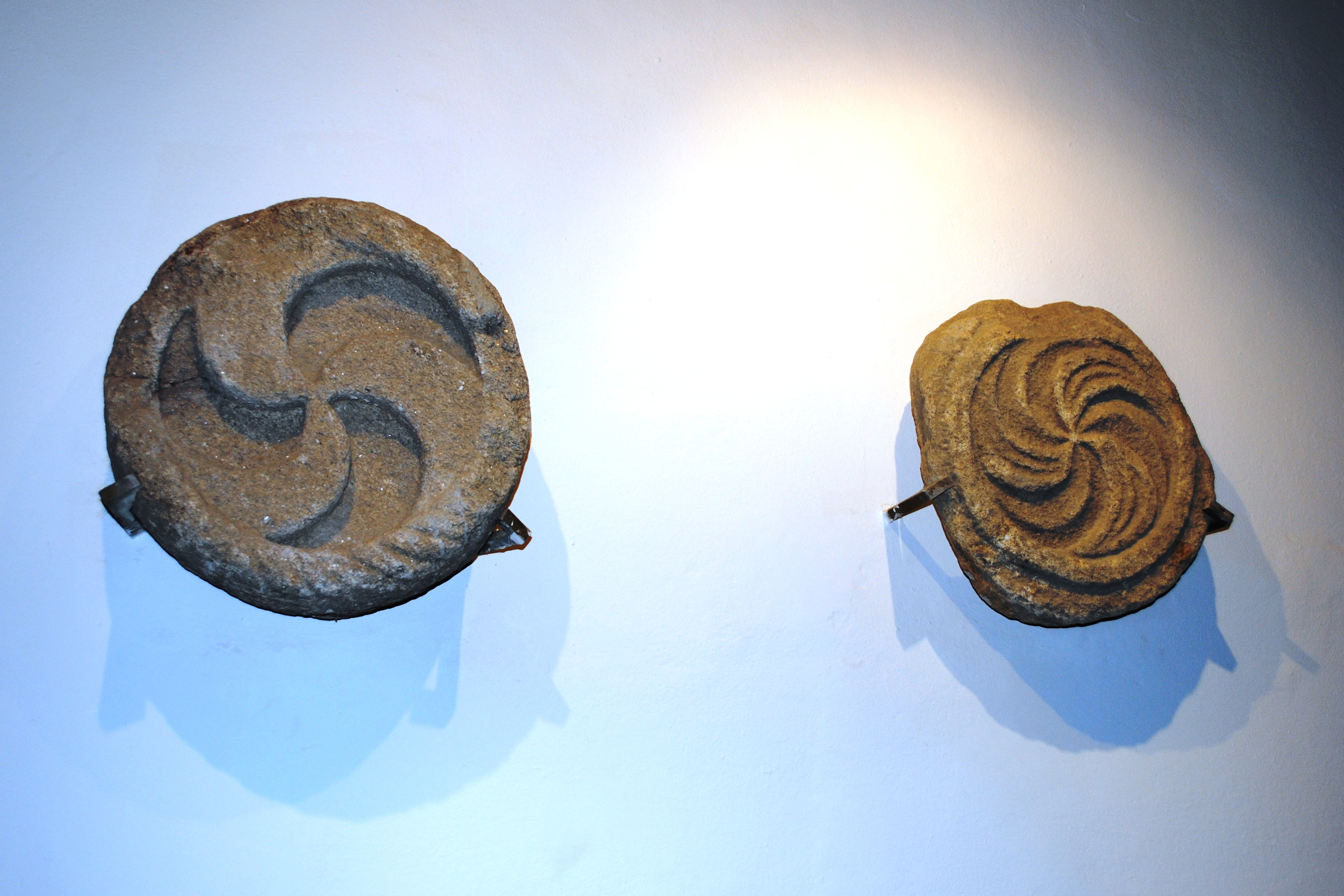
Objetos encontrados en el castro

Además de los hallazgos ya mencionados se puede destacar una gran cantidad de restos cerámicos encontrados, hecho común a los castros galaicos, tanto de cerámica indígena, caracterizados por tener pastas oscuras modeladas a mano o con torno lento, como numerosos restos de otras variedades típicas del mundo romano, como la cerámica campaniforme, de característico barniz verde y partes de terra sigillata, con su característico barniz rojo, así como restos de la llamada cerámica común romana. También se han encontrado fragmentos de un kalathos ibérico pintado. Entre los restos cerámicos también se encontraron trozos de lucernas.
Abundantes fueron también los hallazgos de trozos de vidrios romanos de variadas formas y tonalidades. Destacan dos cuencas fragmentados de vidrio policromado de una variedad muy escasa conocida como vidrio mosaico o millefiori, propia de los obradores orientales de la primera mitad del siglo I d. C., y que por su calidad pueden considerarse de las mejores encontradas hasta el momento en la península ibérica. Finalmente, también se encontraron gran cantidad de cuentas de collar hechas de vidrio y fichas de juego en el mismo material, estas últimas puede que vinculadas a la aparición de algún tablero de piedra cuadriculado de tipo romano conocido como tabula latrunculata.
Los hallazgos metálicos, poco abundantes en estas tierras por la acidez del terreno, también están presentes en el yacimiento en forma de trozos de calderos, sítulas de bronce y cuchillos de lámina plana de bronce que formarían parte del ajuar doméstico de los habitantes del castro.
La orfebrería también tiene su presencia con dos remates de torques hechos en chapa de oro. Uno de ellos, de gran calidad artística, presenta forma globular acabada en escocia y profusa decoración geométrica y con un trisquel en la base del extremo. Colgantes de bronce de variadas formas, restos de pulseras y brazaletes también en bronce forman parte de los hallazgos, así como anillos romanos de bronce.
Relacionados con la vestimenta se han encontrado fibulas en bronce de diversas tipologías, en omega, de brazo largo, etc.
Finalmente, los escasos hallazgos en el yacimiento de restos de armamento se reducen a unas cuantas puntas de dardo de hierro, dos regatones de bronce, un puñal romano de hierro (pugio) con remaches en bronce y restos de la vaina, una espada de antenas rematadas en botones bitroncocónicos y hoja de ferro. Estas dos últimas se tratan de piezas tardías de las que se considera fueron usadas más como elementos de distinción social que estrictamente como armas propiamente dichas.
A todos estos elementos habría que sumar la desaparecida estatuilla en bronce que representaba un Hércules y que fuera encontrada a mediados del siglo XIX en las proximidades de la ermita.

## El museo
En los años en que Ignacio Calvo excavó en Santa Tecla (1914-1923), los hallazgos de estos trabajos comienzan a ser expuestos en un local de La Guardia, germen del museo que años más tarde se abrió en la cima del monte.
En el año 1943 la Sociedad Pro-Monte adquirió un edificio en la parte alta del monte que había sido diseñado por el arquitecto Antonio Palacios para su uso como restaurante. A este edificio trasladaron las piezas encontradas en las excavaciones que configuraron el actual museo, inaugurado el 23 de julio de 1953 con la presencia de los arqueólogos asistentes al III Congreso Nacional de Arqueología.